# 47e armée (Union soviétique)
La 47e armée (en russe : 47-я армия) est une unité de l'Armée rouge pendant la Seconde Guerre mondiale, active de 1941 à 1946.

## Historique
La 47e armée est créée fin juillet 1941 dans le district militaire de Transcaucasie dans le cadre des défenses frontalières de l'Union soviétique avec l'Iran. Le 1er août 1941, la composition de l'armée est rapportée comme comprenant la 236e division de fusiliers, les 63e (en) et 76e divisions de fusiliers de montagne, le 116e régiment d'artillerie d'obusiers, le 456e régiment d'artillerie de corps, les 6e et 54e divisions de chars, et des forces de génie comprenant le 61e bataillon de génie motorisé, le 75e bataillon de génie indépendant, et les 6e et 54e bataillons de pontons.
La 47e armée prend part de l'invasion anglo-soviétique de l'Iran le 25 août 1941. L'unité franchit la frontière et passe de la RSS d'Azerbaïdjan à l'Azerbaïdjan iranien, en direction de Tabriz et du lac d'Urmia avant de s'emparer de la ville de Jolfa. Un avion de reconnaissance iranien découvre les forces au sud de Jolfa qui se dirigent vers Marand. La 3e division iranienne, dirigée par le général Matboodi ne parvient pas à mener la contre-attaque appropriée et à détruire les ponts et les autoroutes à l'aide d'explosifs, permettant l'avancée rapide des troupes soviétiques.
Au 1er octobre 1941, l'unité est composée des 20e (ru) et 63e divisions de fusiliers de montagne,de la 402e division de fusiliers, du 324e régiment de fusiliers de montagne de la 77e division de fusiliers de montagne avec les 1re, 17e (ru), 23e (ru) et 24e divisions de cavalerie.
En janvier 1942, l'armée est affectée au front de Crimée et combat dans la péninsule de Kertch en Crimée, dans la péninsule de Taman et la région du Caucase dans le sud de la Russie, puis participe à l'offensive de Belgorod-Kharkov et est présente à l'est du fleuve Dniepr en Ukraine jusqu'au début de l'année 1944.
Au 1er juin 1942, l'infanterie de l'armée se compose des 32e et 33e divisions de fusiliers de la Garde, de la 77e division de fusiliers de montagne et de la 103e brigade de fusiliers. L'artillerie comprend le 547e régiment d'artillerie à canon, le 18e régiment de mortiers de la Garde et la 40e brigade de chars. En mars 1944, la 47e armée est subordonnée au 2e front biélorusse, puis passe au 1er front biélorusse à la mi-avril 1944 et combat dans le cadre de cette force jusqu'à la fin de la Seconde Guerre mondiale en Europe. Au sein du 1er front biélorusse, la 47e armée participe aux offensives de la Vistule-Oder, de Poméranie orientale et à celle de Berlin.
Pendant ces offensives successives, la 47e armée prend part à la libération de Kovel le 6 juillet 1944, l'expulsion des Allemands de la banlieue de Praga à Varsovie le 14 septembre 1944, et la jonction avec les troupes du 1er front ukrainien le 25 avril 1945, qui achève l'encerclement de Berlin.
En janvier 1945, la 47e armée compte neuf divisions de fusiliers (77e corps de fusiliers avec les 185e, 234e et 328e divisions de fusiliers), 125e corps de fusiliers (60e, 76e et 175e divisions de fusiliers), 129e corps de fusiliers (132e, 143e et 260e divisions de fusiliers), 30e brigade d'artillerie de la Garde, 31e division d'artillerie antiaérienne avec quatre régiments d'artillerie antiaérienne (1376e, 1380e, 1386e et 1392e) et un régiment d'artillerie antiaérienne distinct (1488e), le 163e régiment d'artillerie antichar, le 460e régiment de mortiers, le 75e régiment de lance-roquettes, le 70e régiment indépendant de chars de la Garde, quatre régiments de canons automoteurs, une unité de train blindé, un bataillon de camions DUKW, une brigade de sapeurs du génie et deux unités de lance-flammes.
La 47e armée est dissoute le 5 février 1946 à Halle, en Allemagne, après avoir participé au début de l'occupation de l'Allemagne de l'Est.

### Commandants
- Major général Vassili Novikov (juillet – octobre 1941)
- Major général Konstantin Baranov (octobre 1941 – février 1942)
- Lieutenant général Stepan Tcherniak (février 1942)
- Major général Konstantin Kolganov (février – mai 1942)
- Major général Grigory Kotov (mai – septembre 1942)
- Major général Andreï Gretchko (septembre – octobre 1942)
- Lieutenant général Fiodor Kamkov  (octobre 1942 – janvier 1943)
- Lieutenant général Konstantin Leselidze  (janvier – mars 1943)
- Major général Alexandre Ryjov (mars – juillet 1943)
- Major général Pyotr Kozlov (juillet – août 1943)
- Lieutenant général Pavel Korzoun (août – septembre 1943)
- Lieutenant général Filipp Jmatchenko (septembre – octobre 1943)
- Lieutenant général Vitali Polenov (octobre 1943 – mai 1944)
- Lieutenant général Nikolaï Goussev (mai – novembre 1944)
- Major général Franz Perkhorovitch (novembre 1944 – mai 1945)